# Dan Bucceroni
Dan Bucceroni (* 3. Dezember 1927 in Philadelphia; † 16. April 2008 in Hatfield, Pennsylvania) war ein US-amerikanischer Boxer.

## Werdegang

### Amateurlaufbahn
Dan Bucceroni war der Nachfahre italienischer Einwanderer in die Vereinigten Staaten. Er wuchs in Philadelphia auf und war als Klempner tätig. 1945 wurde er zur Marine eingezogen und kam dort erstmals mit dem Boxen in Berührung. Seinen ersten Erfolg als Amateurboxer feierte er bereits 1945, als er in Philadelphia ein Turnier um den diamantenen Gürtel (Diamond Belt) im Halbschwergewicht gewann.
1947 siegte er bei den Chicago „Golden Gloves“ („Goldene Handschuhe“) im Halbschwergewicht, wobei er im Finale Buddy Carr in der 2. Runde durch K. o. besiegte. Im gleichen Jahr siegte er auch bei den Chicago Intercity Golden Gloves in der gleichen Gewichtsklasse mit einem Punktsieg im Finale über Johnny Stevens. Die sog. „Golden Gloves“-Turniere waren damals in den Vereinigten Staaten sehr populär und machten die Sieger schlagartig populär. Davon profitierte auch Dan Bucceroni.
Am 28. Mai 1947 stand er in der Mannschaft der Vereinigten Staaten, die in Chicago einen Vergleichskampf gegen eine europäische Auswahlmannschaft bestritt. Er besiegte dabei im Halbschwergewicht den Niederländer Henk Quentemeijer durch K. o. in der 2. Runde.

### Profilaufbahn
Im Herbst 1947 wurde Dan Bucceroni Profi. Seinen ersten Kampf bestritt er am 6. November 1947 in Philadelphia und besiegte dabei im Halbschwergewicht Bob Payne durch K. o. in der 1. Runde. 
Dan Bucceroni war ein Linksausleger, d. h., dass die rechte Hand seine Schlaghand war. Eine seiner Hauptwaffen war aber zudem seine linke Hand, mit der er einen hervorragenden linken Haken schlagen konnte. Damit überraschte er viele seiner Gegner. Dazu war er ein hervorragender Techniker, der aber auch über eine große Schlagkraft verfügte. Davon zeugen seine 31 vorzeitigen Siege bei 53 Kämpfen. Nach kurzer Zeit wuchs Dan Bucceroni in das Schwergewicht hinein, blieb aber mit einem Körpergewicht von ca. 85 kg immer ein „leichter“ Schwergewichtler.
1947 und 1948 bestritt Dan Bucceroni insgesamt 14 Kämpfe im Halbschwer- oder Schwergewicht, von denen er 13 gewann, davon 11 durch K. o. Am 23. September 1948 erlitt er in New York seine erste Niederlage. Er verlor gegen Dick Wagner nach 6 Runden nach Punkten. Diese Niederlage warf ihn jedoch kaum zurück, zumal er in den Jahren 1949 bis 1951 in weiteren 25 Kämpfen 24 mal siegreich blieb. Die einzige Niederlage in dieser Serie erlitt er am 16. März 1951 in New York, als er gegen den irischstämmigen Bob Murphy aus San Diego, der 1949 auch den damals zu den besten Halbschwergewichtlern der Welt zählenden Lloyd Marshall geschlagen hatte, nach Punkten verlor.
Am 21. Dezember 1951 gelang Dan Bucceroni in New York ein Punktsieg nach 10 Runden über Roland La Starza. Roland La Starza zählte neben Rocky Marciano zu den sogenannten „weißen Hoffnungen“, denen im Kampf um den Weltmeistertitel im Schwergewicht zugetraut wurde, diesen Titel zu gewinnen. Seit 1937 wurde dieser Titel immer von „farbigen“ Boxern, nämlich Joe Louis, Ezzard Charles und Jersey Joe Walcott gehalten. Nach dem Sieg über La Starza gehörte nunmehr auch Dan Bucceroni zu diesem Personenkreis. Allerdings verlor Dan Bucceroni im Revanchekampf gegen Roland La Starza, der am 30. Mai 1952 in New York stattfand, nach Punkten, womit er aus dem Kreis der Anwärter auf einen Titelkampf im Schwergewicht vorläufig wieder ausschied. Nach dieser Niederlage wurde Dan Bucceroni von Nat Fleischer in der Weltrangliste des „The Ring“ im Schwergewicht auf Rang 8 eingestuft (s. Box Sport Nr. 51/1952, Seite 8). Neuer Weltmeister im Schwergewicht wurde schließlich am 23. September 1952 in New York Rocky Marciano mit einem K.-o.-Sieg in der 13. Runde über Jersey Joe Walcott. 
1953 stand Dan Bucceroni sechsmal im Ring und gewann alle Kämpfe. Dabei besiegte er mit Rocky Jones, Tommy Harrison, Jimmy Slade und Freddie Beshore vier Boxer, die wie er in der Schwergewichts-Weltrangliste standen. Anfang 1954 hatte Dan Bucceroni dann mit Rang 3 in Nat Fleischers Weltrangliste (s. Box Sport Nr. 2/1954) die beste Notierung in seiner ganzen Laufbahn erreicht. Vor ihm standen nur der Weltmeister Rocky Marciano, Nino Valdes aus Kuba und Ezzard Charles; Roland La Starza folgte auf Rang 4.
1954 begann für Dan Bucceroni erfolgreich. Am 5. Januar dieses Jahres besiegte er in Milwaukee den deutschen Ex-Europameister Hein ten Hoff nach 10 Runden klar nach Punkten. In den folgenden drei Kämpfen musste er aber Niederlagen einstecken. Am 29. März 1954 verlor er in Brooklyn gegen Tommy „Hurrican“ Jackson durch Techn. K. o. in der 4. Runde, am 12. September 1954 in Dortmund gegen Europameister Heinz Neuhaus aus Deutschland über 10 Runden nach Punkten und am 27. Dezember 1954 in New York auch gegen den Argentinier Cesar Brion nach Punkten.
Nach diesen Niederlagen beendete er seine Laufbahn als Boxer.